# Яблоново-Кляче
Яблоново-Кляче (пол. Jabłonowo-Klacze) — село в Польщі, у гміні Анджеєво Островського повіту Мазовецького воєводства.
У 1975-1998 роках село належало до Ломжинського воєводства.